# Juicio por la masacre de Fátima
El juicio por la masacre de Fátima se llevó a cabo para juzgar a los militares y policías culpables de dicha masacre, quienes en 1976 secuestraron y asesinaron a veinte hombres y diez mujeres y luego apilaron los cuerpos y fueron dinamitados en un camino vecinal, en la localidad argentina de Fátima, provincia de Buenos Aires. El juicio estuvo a cargo del Tribunal Oral Federal N.º 5 y dictó en 2008 la sentencia, donde condenó a Juan Carlos Lapuyole y a Carlos Gallone a prisión perpetua, y dictó la absolución de Miguel Ángel Timarchi.

## Masacre
En la madrugada del 20 de agosto de 1976, veinte hombres y diez mujeres fueron secuestrados por fuerzas militares y policiales dependientes del Cuerpo I de Ejército. Las víctima fueron atados, vendados y recibieron disparos en el cráneo desde una distancia menor a un metro y luego los cuerpos fueron apilados y dinamitados en un camino vecinal cercano a la localidad de Fátima. 
Está comprobado que la mayor parte de las víctimas padeció su cautiverio en el centro clandestino que funcionó en la Superintendencia de Seguridad Federal, unidad perteneciente a la Policía Federal Argentina, ubicada en la calle Moreno de la Ciudad de Buenos Aires.

## Imputados
Llegaron a juicio oral los siguientes implicados:
- Carlos Gallone, (a) “El pavo” o “El duque”, comisario inspector retirado de la Policía Federal, exjefe de la Brigada de Superintendencia de Seguridad Federal (SSF), integró el Departamento de Sumarios de la misma a partir de mayo de 1976, hasta mediados del año 1977. Se encuentra cumpliendo su prisión preventiva en el Instituto de detención de la Capital Federal, en el barrio de Devoto.

- Juan Carlos Lapuyole, (a) “El francés”, comisario inspector retirado de la Policía Federal, exdirector de Inteligencia de la SSF. Cumplió este destino a partir de julio de 1976. Se encuentra cumpliendo su prisión preventiva en su domicilio, alegando un grave estado de salud.

- Miguel Ángel Timarchi, comisario inspector retirado de la Policía Federal, entre junio de 1976 y enero de 1977 se desempeñó en el Departamento de Sumarios de la SSF. Se encuentra actualmente detenido en el Instituto de detención de la Capital Federal, al igual que Carlos Gallone.

Otro imputado se encontraba prófugo, eludiendo el accionar de la justicia, al momento del juicio, con pedido de captura nacional e internacional.
- Luis Alberto Martínez, (a) “El japonés”, sargento primero, formaba parte de la brigada de la SSF que participaba de secuestros y torturas. Fue condenado en noviembre de 1983 por el Tribunal de Zúrich en Suiza a 4 años y 9 meses de prisión y a diez años de expulsión del país en orden al delito “tentativa de chantaje”. Además, fue exonerado de la policía federal en el año 1985, por estar acusado de delitos de estafa y secuestro extorsivo. Su último paradero conocido fue General Pico, en la La Pampa, donde fue declarado ciudadano no grato en 1999. El 28 de mayo de 2004 se dicta la orden de detención en su contra.[1]

En la causa también se involucraba a personal que ya ha fallecido.
- Carlos Marcote, (a) “Lobo”, comisario general retirado, ocupaba el cargo de director general de Operaciones e Informaciones de la SSF. Fue procesado por su responsabilidad en los hechos que investiga sta causa, pero murió el 3 de diciembre de 2005 sin ser juzgado.[2]

## Víctimas
A comienzos de los años 80, solo cinco habían sido identificados: se trata de Inés Nocetti, Ramón Lorenzo Vélez, Ángel Osvaldo Leiva, Alberto Evaristo Comas y Conrado Alzogaray, mientras que el resto fueron inhumados como NN en el cementerio de Derqui.
De las 30 personas fusiladas y dinamitadas al costado de la ruta nacional número 6, en la localidad de Fátima, a 2016 solo ha recuperado la identidad de 16. 
- Inés Nocetti
- Ramón Lorenzo Vélez
- Ángel Osvaldo Leiva
- Alberto Evaristo Comas
- Conrado Alzogaray
- Susana Elena Pedrini de Bronzel
- José Daniel Bronzel
- Selma Julia Ocampo
- Haydee Rosa Cirullo de Carnaghi
- Norma Susana Frontini
- Jorge Daniel Argente
- Carmen María Carnaghi
- Horacio Oscar García Gastelú
- Juan Carlos Vera
- Carlos Raúl Pargas
- Ricardo José Raúl Herrera Carrizo
- Ernesto María Saravia Acuña

Prácticamente la mitad permanecen como NN.

## Testigos
Víctor Armando Luchina, Carlos Gallone, Miguel Ángel Timarchi, Aurora Morea, Hugo Omar Argente, Haydeé Gastelú, Oscar García Buela, Alberto Poggi, Graciela Lara, comisario Norberto Aldo Lucchesi, el comisario Osvaldo Gregorio Lafuente, subcomisario Luis Augusto Weckesser, Daniel Hopen, Noemí Pedrin, doctor Hugo Baloni, Jorge Mutuverría, Claudio Schiavoni, Julio Guillermo López, María del Socorro Alonso, Marta Ocampo, Miguel Bianco, Lilia Amparo Jons, ex sacerdote irlandés Patrick Rice, Fátima Cabrera, Rolando Héctor Astarita, Manuel Suanes, Carlos Dormal, Julio Blanco, Luis Fondebrider, Alejandra Godoy, Juan Carlos Losada, Francisco Loguercio.

## Condenas
El Tribunal Oral Federal N.º 5 dictó la condena el 18 de julio de 2008, por los delitos de privación ilegal de la libertad y homicidio calificado por alevosía cometidos contra veinte hombres y diez mujeres, agravada por su carácter de funcionario público.
- Juan Carlos Lapuyole, prisión perpetua.
- Carlos Gallone, prisión perpetua.
- Miguel Ángel Timarchi, absolución.

Los querellantes expresaron su conformidad por las condenas a Lapuyole y Gallone y apelaron la absolución de Timarchi ante la Cámara de Casación.